# Oxycera latifrons
Oxycera latifrons är en tvåvingeart som först beskrevs av Lindner 1965.  Oxycera latifrons ingår i släktet Oxycera och familjen vapenflugor. Inga underarter finns listade i Catalogue of Life.